# Olympische Sommerspiele 1964/Teilnehmer (Trinidad und Tobago)
| Gelbes Symbol für Goldmedaillen mit stilisierten Olympischen Ringen | Graues Symbol für Silbermedaillen mit stilisierten Olympischen Ringen | Braundes Symbol für Bronzemedaillen mit stilisierten Olympischen Ringen |
| ------------------------------------------------------------------- | --------------------------------------------------------------------- | ----------------------------------------------------------------------- |
| —                                                                   | 1                                                                     | 2                                                                       |

Trinidad und Tobago nahm an den Olympischen Sommerspielen 1964 in der japanischen Hauptstadt Tokio mit einer Delegation von 13 Sportlern teil.

## Medaillengewinner

### Silber
| Name(n)         | Sportart       | Wettkampf |
| --------------- | -------------- | --------- |
| Wendell Mottley | Leichtathletik | 400 Meter |

### Bronze
| Name(n)                                                      | Sportart       | Wettkampf     |
| ------------------------------------------------------------ | -------------- | ------------- |
| Edwin Roberts                                                | Leichtathletik | 200 Meter     |
| Edwin Skinner, Kent Bernard, Edwin Roberts & Wendell Mottley | Leichtathletik | 4 × 400 Meter |

## Teilnehmer nach Sportarten

### Gewichtheben
- Hugo Gittens
Leichtgewicht: 11. Platz

- Brandon Bailey
Schwergewicht: 20. Platz

### Leichtathletik
- Wilton Jackson
100 Meter: Vorläufe

- Edwin Roberts
200 Meter: Bronze 
4 × 400 Meter: Bronze

- Clifton Bertrand
200 Meter: Viertelfinale

- Wendell Mottley
400 Meter: Silber 
4 × 400 Meter: Bronze

- Edwin Skinner
400 Meter: 8. Platz
4 × 400 Meter: Bronze

- Kent Bernard
400 Meter: Halbfinale
4 × 400 Meter: Bronze

### Radsport
- Roger Gibbon
Sprint: 5. Runde
1000 Meter: 8. Platz

- Fitzroy Hoyte
Sprint: 2. Runde

- Ronald Cassidy
4000 Meter Einzelverfolgung: Vorrunde

### Segeln
- Rawle Barrow
Flying Dutchman: 19. Platz

- Cordell Barrow
Flying Dutchman: 19. Platz